# Saint-Pierre-la-Rivière
Saint-Pierre-la-Rivière là một xã thuộc tỉnh Orne trong vùng Normandie tây bắc nước Pháp. Xã này nằm ở khu vực có độ cao trung bình 416 mét trên mực nước biển.